# Ekaterina Lisunova
Ekaterina Andreyevna Pantyulina-Lisunova (em russo:  Екатерина Андреевна Пантюлина-Лисунова; Leópolis, 6 de outubro de 1989) é uma jogadora de polo aquático russa, medalhista olímpica.

## Carreira
Lisunova disputou três edições de Jogos Olímpicos pela Rússia: 2008, 2012 e 2016. Seu melhor resultado foi a medalha de bronze nos Jogos do Rio de Janeiro.